# Stephanie Birkitt
Stephanie Birkitt, född 7 januari 1975 i Plymouth i New Hampshire, är en amerikansk tv-personlighet. Birkitt började sin tv-karriär som assistent till David Letterman i hans tv-program, The Late Show with David Letterman.